# ’Ne günstige Gelegenheit
’Ne günstige Gelegenheit ist eine deutsche Filmkomödie aus dem Jahr 1999.

## Handlung
Gosbert Klee und sein bester Freund Abo sind zwei absolute Verlierer. Sie leben auf einem heruntergekommenen Campingplatz und verlieren durch eine undichte Gasleitung auch noch das letzte, was sie besitzen, ihren Wohnwagen. Tiefer kann man nicht mehr sinken. Sie sind obdachlos. Da bittet die befreundete Prostituierte Carlotta Valdez die beiden um ihre Hilfe. Ein Freier verstarb während des Aktes an einem Gehirnschlag. Sie möchte nun die Leiche loswerden. Dabei entdecken sie im Geldbeutel des Toten eine Schlüsselkarte zu einem Hotelzimmer und in der Tiefgarage des Hotels einen BMW mit dem entführten Multimillionär Lorenz Kellermann im Kofferraum und dem dazugehörigen Lösegeld. Das ist eine günstige Gelegenheit.
Gosbert, Abo und Carlotta beschließen nun selbst die Entführung zu vollenden. Inzwischen sind allerdings die Komplizen des toten Entführers auf der Suche nach dem BMW und der wertvollen Ladung. Derweil lassen sich der ängstliche Abo, die heißblütige Carlotta und der unerfahrene Gosbert von Kellermann überreden, ihn aus der misslichen Lage zu befreien, damit er selbst die Entführung managen kann. Er überredet Gosbert mit dessen Bruder Hagen Kellermann Kontakt aufzunehmen. Doch dieser ist nicht an Lorenz Rückkehr interessiert. Vielmehr bietet er Gosbert fünf Millionen, um Lorenz zu töten.

## Kritiken
„Die auf unterstem Niveau angesiedelte Komödie kümmert sich wenig um die Charaktere ihrer Figuren, ergötzt sich dafür aber an makabren Späßen, sexistischen Zoten und überzogenen Brutalitäten. Ideenlos inszeniert, bleiben allenfalls die tapfer gegen dümmliche Dialoge ankämpfenden Schauspieler im Gedächtnis.“

„Dies ist die turbulente Geschichte zweier Underdogs und Pechvögel, die alles verlieren, was sie sowieso nicht besitzen – und dann kommt eine ‘günstige Gelegenheit’, die sich aber anders als erwartet entwickeln wird!“

„Ein Film, der von der ersten Minute an nur nervt: Gags mit Minus-IQ-Werten, doofe Dialoge – platter Klamauk auf der ganzen Linie. Da können auch die ansonsten guten Darsteller leider überhaupt nichts retten. Schrecklich!“

„Diese Nonsenskomödie hätte leicht in Klamauk umschlagen können. Aber ein präzise konstruiertes Drehbuch und eine kluge Regie sorgen dafür, daß die Turbulenz sich nicht überschlägt und die Absurditäten bis zum Schluß durchgehalten werden. Die Gags werden nicht plakativ, sondern wie nebenbei präsentiert. Ein Füllhorn schöner Einfälle wird über den Zuschauer ausgegossen, ohne daß die Vielzahl der Morde und anderer Grausamkeiten, ironisch gebrochen, das Vergnügen mindert. Die Mafiosi, herrliches ‚Bandrikisch‘ redend, erscheinen in ihrer provinziellen Unbeholfenheit geradezu sympathisch. Herausragend ist die gelungene Besetzung der Rollen. Benno Fürmann, Armin Rohde und Herbert Knaup bilden in ihrer Gegensätzlichkeit ein herrlich zusammenspielendes Trio. Die Sorgfalt der Besetzung zeigt sich bis in die Nebenrollen. Dank ihrer darstellerischen Leistungen gelingt etwas so Schwieriges wie eine neue deutsche Komödie, die einfallsreich und zugleich ungemein unterhaltsam ist.“

## Hintergrund
Der Film kam am 18. November 1999 in die deutschen Kinos. Seit dem 19. Mai 2000 ist der Film auf VHS und seit dem 12. Juli 2007 auf DVD erhältlich.